# Forst-Längenbühl
Forst-Längenbühl – gmina (niem. Einwohnergemeinde) w Szwajcarii, w kantonie Berno, w regionie administracyjnym Oberland, w okręgu Thun. Powstała 1 stycznia 2007 z połączenia gmin Forst i Längenbühl.

## Demografia
W Forst-Längenbühl mieszka 766 osób. W 2020 roku 2,7% populacji gminy stanowiły osoby urodzone poza Szwajcarią.